# Rumäniens parlament
Rumäniens parlament (rumänska: Parlamentul României) är Rumäniens lagstiftande församling med säte i Parlamentspalatset i Bukarest. Parlamentet består av två kammare: senaten och deputeradekammaren.